# Osten (Mintraching)
Osten ist ein Ortsteil (Weiler) der Gemeinde Mintraching im Landkreis Regensburg (Bayern) mit einem Einwohner (Stand: 31. Dezember 2023).
Osten liegt bei Mangolding zwischen der Pfatter und den Gleisen der Bahnstrecke Regensburg–Passau. 1950 hatte die Einöde noch 24 Einwohner, 1987 wurden sieben Bewohner gezählt.
Am 1. Mai 1978 wurde Osten zusammen mit der bis dahin selbständigen Gemeinde Mangolding und dem Dorf Scheuer nach Mintraching eingemeindet.